# ميلتون كراوس
ميلتون كراوس (بالإنجليزية: Milton Kraus)‏ (و. 1866 – 1942 م) هو سياسي، ومحامي، من الولايات المتحدة الأمريكية، ولد في كوكومو، كان عضوًا في الحزب الجمهوري، توفي في واباش، عن عمر يناهز 76 عاماً.

## مناصب
تولى منصب عضو مجلس النواب الأمريكي.

## التعليم
تعلم في جامعة ميشيغان، وكلية القانون في جامعة ميشيغان.